# ETA2U
ETA2U este unul dintre principalii jucători ai pieței de produse și servicii IT&C din România. ETA2U a fost înființată în 1992, în Timișoara și este deținută de antreprenorul local Romulus Lucaciu. Compania desfășoară activități în județele Timiș, Arad, Ilfov, Bihor, Cluj, Dolj, Iași și Sibiu.
În prezent, societatea este lider de piață pe segmentul integratorilor de soluții IT, în regiunea centrală și de vest a țării. Cele opt divizii ale companiei ETA2U – Computer, Computer Store, Distribution, Image & Print, Infrastructure, Innovation, IT Service și Training Center – funcționează ca unități separate de afaceri. ETA2U este totodată organizatorul celui mai important eveniment IT multibrand organizat în România: IT Congress.
Printre clienții ETA2U se numără companii private din domenii diverse: auto, precum Autoliv, Continental ori Hella, societăți din domeniul energiei, precum ČEZ, Colterm sau Enel, instituții de transport, logistică, producție sau retail, cât și autorități publice locale.

## Locații
| ETA2U Timișoara   | Sediu central | Clădirea HUB700, str. Gheorghe Dima, nr. 1              |
| ETA2U Timișoara   | Magazin sediu | Clădirea HUB700, str. Gheorghe Dima, nr. 1              |
| ETA2U Arad        | Sediu filială | Arad, Bd. Revolutiei nr. 52-54, sc.C, ap. 5, Arad Plaza |
| ETA2U București   | Sediu filială | Str. Gramont, nr. 38                                    |
| ETA2U Cluj-Napoca | Sediu filială | Bd. 21 decembrie 1989 nr. 77                            |
| ETA2U Iași        | Sediu filiala | Str.Sos. Moara de Foc, nr. 35                           |
| ETA2U Craiova     | Sediu filială | Str. Frații Golești, nr. 40                             |
| ETA2U Oradea      | Sediu filială | Str. Ogorului, nr. 138C                                 |
| ETA2U Sibiu       | Sediu filială | Calea Dumbravii Nr. 71, Ap.3                            |

## Statistici
| An   | Cifra de afaceri   | Variație |
| ---- | ------------------ | -------- |
| 2010 | 76,5 milioane lei  | N/A      |
| 2011 | 79,9 milioane lei  | N/A      |
| 2012 | 99,1 milioane lei  | N/A      |
| 2013 | 101,8 milioane lei | N/A      |
| 2014 | 111,9 milioane lei | N/A      |
| 2015 | 152,9 milioane lei | ▲ 37%    |
| 2016 | 164,7 milioane lei | N/A      |
| 2017 | 196,5 milioane lei | ▲ 19,3%  |
| 2018 | 218,2 milioane lei | ▲ 10%    |
| 2019 | 314,6 milioane lei | ▲ 31%    |
| 2020 | 269,1 milioane lei | N/A      |
| 2021 | 351,8 milioane lei | N/A      |
| 2022 | 424,2 milioane lei | N/A      |

## Recunoaștere
Pe 3 noiembrie 2011, Centrul Regional de Afaceri al Camerei de Comerț, Industrie și Agricultură Timiș a decernat companiei ETA2U Trofeul de Excelență, care conform metodologiei se acordă acelor firme care s-au clasat cinci ani consecutiv în primele trei locuri în Topul firmelor din județul Timiș. Compania a primit această distincție și în 2013, 2015 și 2016.
La ediția din 2013 a Galei Topului Național al Firmelor, ETA2U a fost clasată în rândul celor mai performante întreprinderi mijlocii în domeniul Industrie și grupa Fabricarea calculatoarelor și a echipamentelor periferice. Topul Național al Firmelor este singurul clasament al operatorilor economici care are la bază o metodologie unică, complexă și unitară la nivel național, axată pe indicatori precum cifra de afaceri netă, profitul din exploatare, eficiența utilizării resurselor umane și a capitalului angajat. Într-un top realizat de Ziarul Financiar în iulie 2016, ETA2U ocupa locul 6 din 45 cei mai mari jucători de pe piața locală de integrare și furnizare de soluții IT&C.ETA2U a fost confirmată public ca fiind clasată pe locul I în Top 2019 național, la categoria întreprinderi mijlocii (Cercetare, Dezvoltare și High Tech) după cifra de afaceri, profit net, productivitate și performanță globală.